# Tidiglocke
Tidiglocke (Rilaena triangularis) är en spindel som beskrevs 1799 av Johann Friedrich Wilhelm Herbst. Arten placeras i släktet Rilaena och familjen långbenslockar.

## Utseende

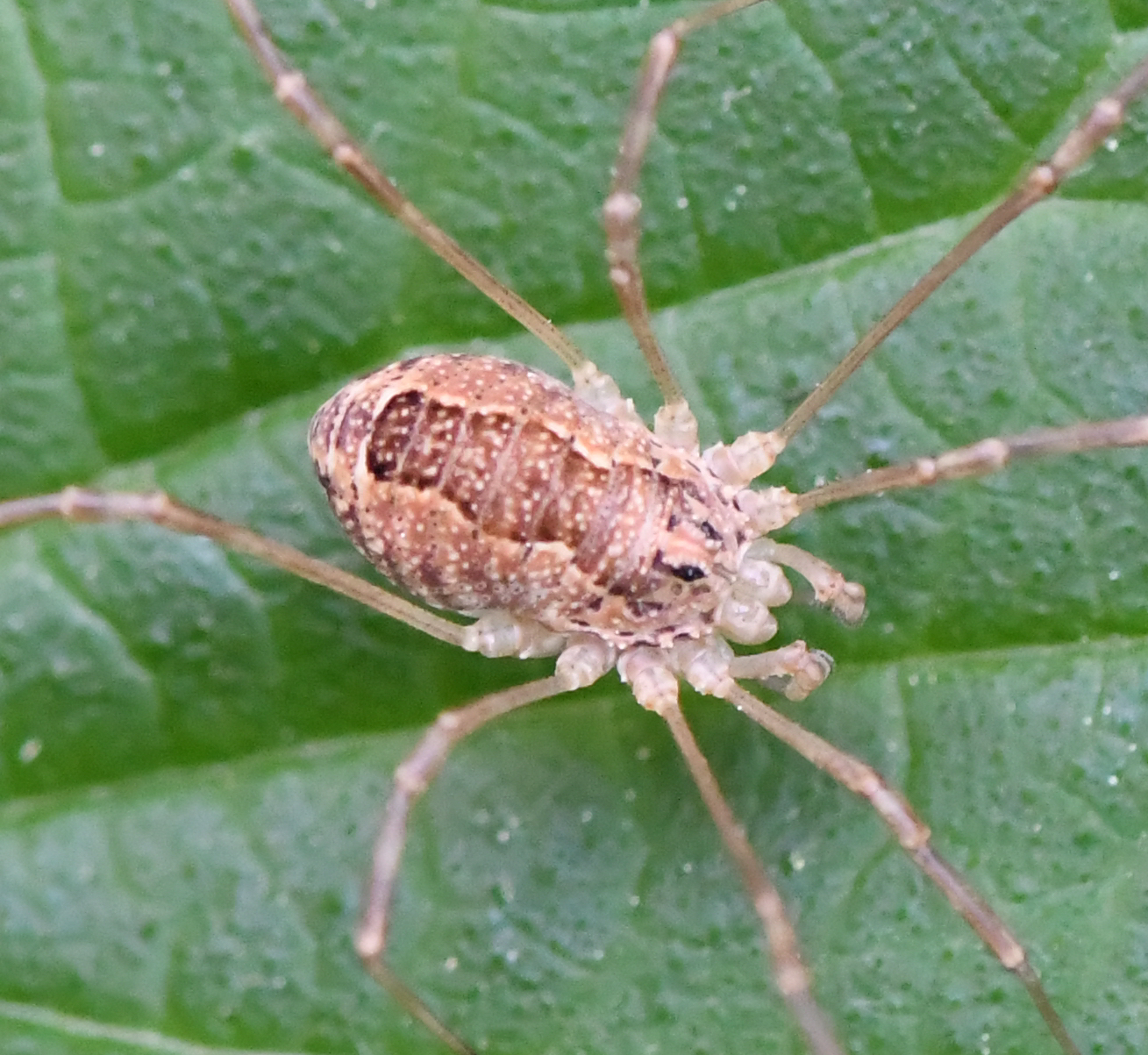
Tidiglocke har en sadelteckning som är mörkare nära bakändan.

Hanen har en kroppslängd på 3,5-4,5 mm, medan honan mäter 5-8 mm. Andra benparet är 28-38 mm. Dess kropp är ljusbrun med ljusa prickar och den har en sadelteckning som är mörkast nära bakändan, och avskuren vid femte ryggplåten. Hos hanen är sadelteckningen ljusare och diffusare. Buksidan är gråvit.

## Utbredning
Tidiglocke förekommer över hela Mellan- och Nordeuropa, och är införd i Nordamerika. I Norden förekommer den i Danmark, Norge, Sverige och Finland, förutom i fjälltrakten, norrut till polcirkeln eller något norr om denna.

## Ekologi
Tidiglocke lever i fältskiktet och till en viss del i buskskiktet, på marken i fuktiga och våta skogar.

## Namn
Tidiglocke har fått sitt svenska trivialnamn eftersom den till skillnad från övriga lockespindlar i Sverige blir vuxen redan under senvåren och försommaren.